# Пауер (Монтана)
Пауер (енгл. Power) насељено је место без административног статуса у америчкој савезној држави Монтана.

## Демографија
По попису из 2010. године број становника је 179, што је 8 (4,7%) становника више него 2000. године.
| Група             | 2000.       | 2010.       |
| Белци             | 165 (96,5%) | 171 (95,5%) |
| Афроамериканци    | 0 (0,0%)    | 0 (0,0%)    |
| Азијати           | 0 (0,0%)    | 0 (0,0%)    |
| Хиспаноамериканци | 1 (0,6%)    | 0 (0,0%)    |
| Укупно            | 171         | 179         |